# Dichagyris imperator
Dichagyris imperator là một loài bướm đêm thuộc họ Noctuidae. Nó được tìm thấy ở all eremic parts của Bắc Phi và bán đảo Arabian và ở miền nam Tây Ban Nha.
Con trưởng thành bay từ tháng 3 đến tháng 5 in Israel và từ tháng 4 đến tháng 7 và một lần nữa vào tháng 8 tây bắc Africa. Có một lứa một năm.
Ấu trùng ăn Zygophyllum và probably other low growing plants.